# Levante

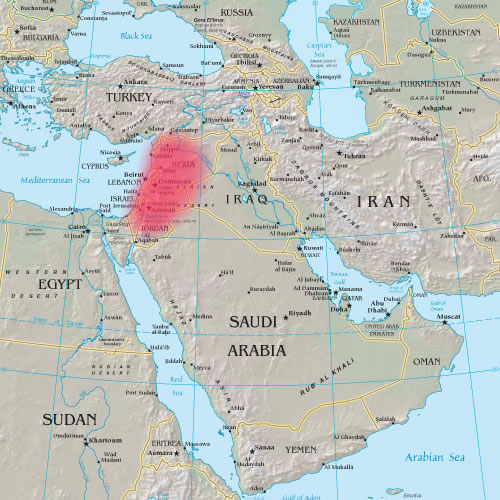
Ungefähre Lage der Levante im engeren Sinne

Levante ([leˈvantə], altitalienisch levante, mittelfranzösisch levant, „Osten“, „Morgenland“, abgeleitet vom Sonnenaufgang, von lateinisch levare „emporheben, aufgehen“) ist die historische geografische Bezeichnung für die Länder am östlichen Mittelmeer, also östlich von Italien gelegen.
Im weiteren Sinn sind damit besonders die griechische Halbinsel und die griechischen Inseln in der Ägäis, die mediterranen Küstengebiete der Türkei, Zypern, der Libanon, die historische Region Palästina, das historische Syrien und Ägypten bezeichnet.
Im engeren Sinn beschränkt sich die Bezeichnung auf die Ostküste des Mittelmeeres und ihr Hinterland, also das Gebiet der heutigen Staaten Syrien, Libanon, Israel, Jordanien sowie Palästina und der türkischen Provinz Hatay. Dies entspricht ungefähr der im Arabischen Asch-Scham (الشام / aš-Šām, „der Norden“) genannten Region zwischen Euphrat und Sinai in Vorderasien.

## Geschichte

Teil der Levante in der Antike auf einer Karte aus dem Jahr 1902

### Ur- und Vorgeschichte
Als Landverbindung zwischen Afrika und Eurasien war die Levante schon früh von verschiedenen Urmenschen bewohnt. Sie wird oft als Ursprungsgebiet der Neolithischen Revolution bezeichnet, doch passt in diesem Zusammenhang der Begriff Fruchtbarer Halbmond besser, da sich wesentliche Schritte der neolithischen Revolution auch und insbesondere in Mesopotamien (heute Irak) ereigneten.

### Frühgeschichte und Antike
Schon früh gelang in der Levante der Übergang zur Kultur der Kupferzeit; Bergwerke wie in Timna sind seit ca. 5500 v. Chr. nachgewiesen. In der Antike existierten in der Region verschiedene Völker und Staaten, die jedoch nie zu einer staatlichen Einheit fanden und unter dem Einfluss der benachbarten Reiche, etwa Ägyptens und der Hethiter, standen. Politisch-wirtschaftliche Bedeutung erlangten im Norden der Levante die Phönizier als Händler, Seefahrer und Kolonisatoren des Mittelmeerraumes, während im Süden bei den Israeliten mit dem Judentum und in dessen Folge dem Christentum zwei Weltreligionen entstanden. Seit dem 8. Jh. v. Chr. gehörte die Levante bis auf wenige lokale und/oder zeitliche Ausnahmen zum Neuassyrischen Reich, dem Neubabylonischen Reich, dem Perserreich, dem Alexanderreich und seiner Nachfolger, insbesondere der Seleukiden, sowie schließlich zum Römischen Reich. Als Teil des Oströmischen oder Byzantinischen Reiches wurde die Levante nahezu vollständig christianisiert.

### Mittelalter
Im 7. Jahrhundert wurde die Levante von muslimischen Arabern im Zuge der islamischen Expansion erobert, Damaskus wurde die Hauptstadt des Kalifats der Umayyaden. In wenigen Jahrhunderten wurde die Region arabisiert, sie blieb jedoch durch starke ethnische und religiöse, v. a. christliche Minderheiten wie die der Aramäer geprägt. Während der Kreuzzüge gründeten christlich-abendländische Kreuzfahrer seit 1098 eine Reihe von Kreuzfahrerstaaten, die zwischen einem halben und maximal zwei Jahrhunderten Bestand hatten. Das Jahr 1291 gilt mit der Eroberung Akkons durch die in Ägypten herrschenden Mamluken als ihr Ende.
Aus europäischer Sicht erhielt die Levante im Mittelalter eine besondere Bedeutung durch ihre intensiven Handelsbeziehungen zu den italienischen Seerepubliken, die als Handelsrouten schon in der Antike angelegt waren und sich in byzantinischer Zeit weiter gefestigt hatten. Die Levante war ein wichtiger Umschlagplatz für Orientwaren, die über den Indischen Ozean und die asiatischen Karawanenwege im Rahmen des Indienhandels und auf der Seidenstraße herangeschafft und gegen europäische Erzeugnisse wie zum Beispiel Tuche getauscht wurden. Der Levantehandel trug erheblich zum Reichtum südeuropäischer Städte, etwa Marseilles und Livornos und der Republiken Genua und Venedig bei, wurde aber seit dem 15. Jahrhundert durch erhöhte Zollforderungen und Handelssperren einiger muslimischer Regenten erschwert. Durch die Erschließung neuer Seewege im 15. und 16. Jahrhundert, etwa nach Mittel- und Südamerika, nahm die wirtschaftliche Bedeutung der Levante für Europa allmählich ab.

### Neuzeit
Um 1516 wurde die Levante (einschließlich des Mamlukensultanats in Ägypten) von den Osmanen erobert, in deren Staatssystem sie während der vier folgenden Jahrhunderte fest eingebunden war. Bevölkerungsgruppen wurden durch ihre konfessionelle Zugehörigkeit dem Staat gegenüber definiert; vgl. Millet-System. Das Sultanat wickelte jeglichen Kontakt mit seinen Untertanen über deren religiöse Führung ab; dieser oblag insbesondere auch der Steuereinzug. Über die konfessionelle Organisation der Minderheiten genossen diese Autonomierechte auf ökonomischem, juristischem, administrativem und kulturellem Gebiet. In sprachlich-kultureller Hinsicht blieb unter osmanischer Herrschaft das arabische Element in der Levante majoritär; das osmanische hingegen dominierte in Militär und Verwaltung. Auch nicht muslimische (christliche und jüdische) Minderheiten assimilierten sich weiter an das Arabertum. Nationale Bestrebungen erwachten im 19. Jahrhundert unter europäischem Einfluss.
Nach der Niederlage der Türkei im Ersten Weltkrieg wurden ein französisches Protektorat im Norden der Levante (Libanon, Syrien) und ein britisches Protektorat im Süden (Palästina, Jordanien, Irak) errichtet. Arabische nationale Bestrebungen blieben trotz gegenteiliger Versprechungen seitens der europäischen Großmächte unberücksichtigt. Erst während bzw. nach dem Zweiten Weltkrieg erlangten der Libanon (1943), Syrien und Jordanien (beide 1946) staatliche Unabhängigkeit. Als Ergebnis der seit Ende des 19. Jahrhunderts bestehenden zionistischen Bestrebungen im Judentum Europas und der Erfahrung des Holocausts kam es 1948 zur Gründung des Staates Israel. Völkerrechtlich umstritten ist die israelische Besatzung palästinensischer Gebiete.
Im Libanon flammte 1975 ein Bürgerkrieg zwischen mehreren ethnisch-religiös bestimmten Parteien (Maroniten, Schiiten, Drusen, Palästinenser u. a.) auf, der bis 1990 andauerte und das Land nach einer positiven ökonomischen Entwicklung in den 1950er und 1960er Jahren nachhaltig schwächte. Das Königreich Jordanien erlebte durch verstärkte palästinensische Zuwanderung ab 1948 um 1970 ebenfalls bürgerkriegsartige Phasen (Schwarzer September); danach stabilisierte sich das Land. Seit 2011 herrscht in Syrien Bürgerkrieg.
Die jüngere und jüngste Geschichte aller hier genannten Staaten ist bis heute stark vom Nahostkonflikt geprägt. Alle Staaten der Region außer Israel und Libanon werden autoritär regiert und weisen dadurch trotz eines guten Bildungsstands der Bevölkerung massive Defizite in ihrer ökonomischen und gesellschaftlichen Entwicklung auf.

## Herkunftsbezeichnung
Der aus den romanischen Sprachen entlehnte Begriff „Levante“ bedeutet „Osten“, Himmelsrichtung oder Land des Sonnenaufgangs, und bezieht sich auf den östlichen Teil des Mittelmeerraumes.
Die Herkunftsbezeichnung „levantino“ (Levantiner, levantinisch) bezeichnet jemanden oder etwas, der oder das aus der Levante, den Europa nächstgelegenen Teilen Vorderasiens einschließlich Griechenlands und Ägyptens, stammt. Als Levantiner galt bis ins 19. Jahrhundert auch, wer von gemischter europäisch-orientalischer Abkunft war. Speziell wurden in der Levante geborene und erzogene Abkömmlinge von europäischen Männern und orientalischen Frauen so bezeichnet, gedanklich verbunden mit deren sozialökonomischen Sonderrolle in den Handelsstädten des Orients als Kaufleute und Vermittler zwischen dem Orient und Europa.
Im Osmanischen Reich waren die „Levantiner“ als ethnokonfessionelle Gruppe greifbar: Der Begriff bezeichnete die unter französischer Schutzherrschaft stehende Bevölkerungsgruppe der römisch-katholischen Christen im osmanischen Herrschaftsgebiet. Im späten 19. Jahrhundert wurde der Begriff ausgeweitet und konnte auf alle Personen französischer, italienischer oder deutscher Herkunft angewandt werden.
Im Italienischen und Sizilianischen beschreibt „levantino“ bzw. „livantinu“ bis heute auch abwertend eine „Händlernatur“, einen leichtfertigen, doppelzüngigen oder gerissenen Menschen. Auch im Deutschen wird „levantinisch“ noch heute manchmal in diesem Sinne verwendet (etwa in „levantinische Sitten“).